# Aleksandros Papadiamandis

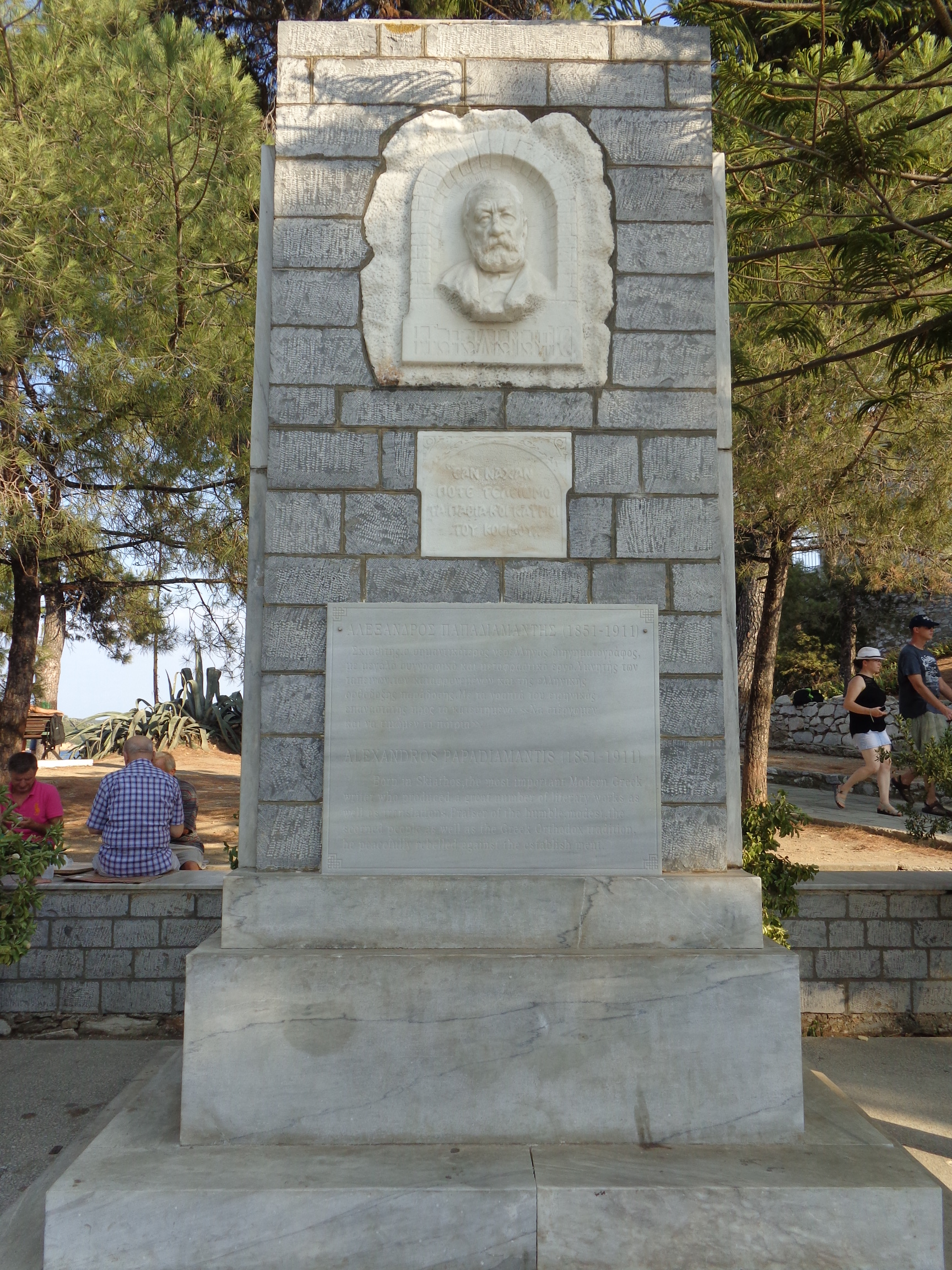
Pomnik pamięci pisarza na półwyspie Burdzi wyspy Skiatos

Aleksandros Papadiamandis, gr. Ἀλέξανδρος Παπαδιαμάντης (ur. 4 marca 1851 w Skiatos, zm. 3 stycznia 1911 tamże) – grecki pisarz i tłumacz literatury pięknej.

## Życie
Urodził się w niezamożnej, wielodzietnej rodzinie jako syn prawosławnego duchownego i miejscowego nauczyciela. Od najmłodszych lat wykazywał zamiłowanie do lektury i zainteresowania artystycznie (m.in. malował ikony), odznaczając się szczególną religijnością i stroniąc od powszedniej codzienności. Dokształcał się w lokalnych szkołach na wyspach (Skiatos, Skopelos, Eubea). Po ukończeniu gimnazjum w Pireusie krótko studiował w latach 1878–1879 filozofię na ateńskim uniwersytecie. Dzięki przyswojonej tam znajomości języka francuskiego i angielskiego mógł potem zająć się pracą wydawniczą, zarazem poświęcając się twórczości literackiej. Prowadząc jednak pozbawione koneksji, niewybredne i dość prostackie życie, nigdy w niej nie osiągnął spektakularnego sukcesu, choć z czasem zyskał uznanie redaktorów czasopism publikujących jego utwory w odcinkach. 
Pogarszający się stan zdrowia sprawił, że ostatnie lata życia spędził w miejscu urodzenia, dokąd powrócił w 1908, pozostając pod opieką sióstr w domu rodzinnym. Zmarł tam na zapalenie płuc, pochowany na miejscowym cmentarzu. Do końca życia pozostał bezżenny i bezdzietny.
W portowym Skiatos znajduje się dom-muzeum pisarza, w którym zgromadzono nieliczne przedmioty i eksponowano przykłady dorobku literackiego. Jego imię nosi główna ulica miasteczka i port lotniczy wyspy.

## Twórczość
Pierwszymi utworami Papadiamandisa były nowele i powieści historyczne w stylu romantycznym, nacechowane dramatyzowaniem akcji, o niewielkiej wartości literackiej, drukowane odcinkowo w prasie: Emigrantka (1879–1880), Handlarze narodów (1882–1883), Cyganeczka (1884), Christos Milionis (1885). Ich główny walor stanowiły opisy środowiska wraz z charakterystyką wybranych postaci. Trwałe miejsce w historii literatury nowogreckiej zapewniła mu proza o tematyce społeczno-obyczajowej, w której nawiązywał do swego dzieciństwa i młodości. Jako bystry obserwator życia wiejskiego naturalistycznie przedstawiał obyczajowość i problemy rolników, pasterzy, rybaków i żeglarzy (na stałe wprowadził do literatury greckiej tematykę morską), żyjących w sposób tradycyjny, własnym rytmem, na poboczu coraz bardziej odhumanizowanego świata. Ukazywał ich wartości na tle odmiennych dążeń i przekonań elit żyjących z wyzysku, zarysowując wyraziste portrety psychologiczne. Wśród nich szczególne miejsce zajmuje nowela Morderczyni (Ή φόνισσα), drukowana w czasopiśmie „Panatenaja” w 1903, zanim ukazała się w wersji książkowej w 1912 (parokrotnie później inscenizowana i ekranizowana). 
Był autorem około 200 opowiadań, wśród nich kilkudziesięciu utworów o tematyce ateńskiej. Uznawany za „świętego literatury greckiej”, porównywany do Balzaka i Dostojewskiego, tworzył też poezje. Jako tłumacz przekładał prozę m.in. I. Turgieniewa, F. Dostojewskiego (np. Zbrodnię i karę), G. de Maupassanta, A. France. Jego spuścizna literacka oceniana jest bardzo zróżnicowanie przez krytyków i znawców.
Krytyczne wydanie jego dzieł wybranych (Άπαντα) pod redakcją Nikosa D. Triandafyllopulosa, ukazało się w 5 tomach opublikowane w Atenach (wydawnictwo Domos) w latach 1981-1988. 

### Wydania polskie
Na język polski przetłumaczono dwa cykle opowiadań Papadiamandisa: Sny na różanych wybrzeżach i Opowieści wyspy Skiatos. Zostały one wydane jako IX i X tom serii Arcydzieła Literatury Nowogreckiej w przekładzie Małgorzaty Borowskiej i jej zespołu tłumaczy. Opowiadanie Wyspa Uranitsy z tomu pod tym samym tytułem przełożył Nikos Chadzinikolau.